# ART4.RU
Muzeum aktuálního umění ART4.RU (rusky Музей актуального искусства ART4.RU) je soukromé muzeum výtvarného umění v Moskvě.

## Charakteristika
Muzeum ART4.RU bylo založeno roku 2007 podnikatelem Igorem Markinem. Cílem musea ART4.RU je prezentace významných ruských a sovětských tvůrců druhé poloviny 20. a počátku 21. století. Sbírky obsahují kolem 1500 děl a umožňují návštěvníkům galerie seznámit se s pracemi umělců nejslavnějších jmen, jako jsou například Natalja Durickaja, Igor Muchin, Viktor Pivovarov, Oleg Kulik, Vladislav Mamyšev-Monroe, Vladimir Dubosarskij, Dmitrij Kavarga, Ilja Kabakov aj. V muzeu se pravidelně konají výstavy, v nichž jsou prezentovány jak projekty renomovaných umělců, tak i mladá výtvarná scéna. V roce 2007 provedl Markin např. výstavu prací finalistů soutěže na návrh pomníku prvního ruského prezidenta Borise Jelcina. Soutěže se zúčastnilo asi sedmdesát umělců, jejichž návrhy, makety, skici, kresby a fotografie hodnotili téměř šest tisíc hlasujících.